# Stratiot
Stratiot je bil v Bizancu vojak-kmet.
V času vladanja Heraklija (610–641) so izvedli veliko upravno-vojaško reformo. V mejnih pokrajinah Male Azije so ustanovili posebne geografske enote – teme, na katere so začeli naseljevati stratiote. Stratioti so bili tako vojaki, ki so dobili v uporabo (ne pa v last) del teme, kjer so se naselili. Njegov je bil pridelek, poleg tega pa je dobival tudi majhno plačo. Ob primeru vojnega pohoda se je moral odzvati, pri čemer se je boril kot konjenik.
V 11. stoletju, v času vladanja Vasilija II. (985–1025), je Bizanc zapadel v krizo, pri čemer so bili prizadeti tudi stratioti. Oprostili so jih njihove vojaške službe, v zameno so morali plačevati davek od danega posestva; tako so bili degradirani na položaj navadnih kmetov.